# Music for the People (The Enemy)
Music for the People è il secondo album del gruppo musicale The Enemy, pubblicato il 27 aprile 2009.
Ha debuttato al secondo posto nelle classifiche di vendita britanniche, preceduto da Together Through Life di Bob Dylan.

## Tracce
1. Elephant Song - 4:39
2. No Time for Tears - 5:15
3. 51st State - 2:30
4. Sing When You're in Love - 3:37
5. Last Goodbye - 4:52
6. Nation of Checkout Girls - 3:14
7. Be Somebody - 3:04
8. Don't Break the Red Tape - 3:42
9. Keep Losing - 4:35
10. Silver Spoon - 11:17 (termina a 5:16, la traccia nascosta inizia a 8:54)

### Bonus tracks
1. A New England - 2:51
2. Hey Hey, My My (Into the Black) - 2:54
3. Keep Losing (strings version) - 4:32
4. Away from Here (Live at Union Chapel) - 3:28